# النزهة (إب)
النزهة هي إحدى قرى الجمهورية اليمنية. تتبع جغرافيا لمحافظة إب وإداريًا لمديرية المخادر. يبلغ تعداد سكانها 1362 نسمة حسب الإحصاء الذي أجري عام 2004.